# Brueil-en-Vexin
Brueil-en-Vexin település Franciaországban, Yvelines megyében. Lakosainak száma 667 fő (2022. január 1.). Brueil-en-Vexin Gargenville, Guitrancourt, Juziers, Lainville-en-Vexin, Montalet-le-Bois, Oinville-sur-Montcient és Sailly községekkel határos.

## Népesség
A település népességének változása:
| Lakosok száma | 704  | 694  | 691  | 696  | 696  | 698  | 683  | 667  |
|               | 2013 | 2015 | 2017 | 2018 | 2019 | 2020 | 2021 | 2022 |